# Phil Neal
Philip "Phil" George Neal (ur. 20 lutego 1951 w Irchester) były angielski piłkarz, grający na pozycji obrońcy. Występował między innymi w Liverpool F.C., z którym to wystąpił w pięciu finałach Pucharu Europy, wygrywając go czterokrotnie.